# حجر ذهبي

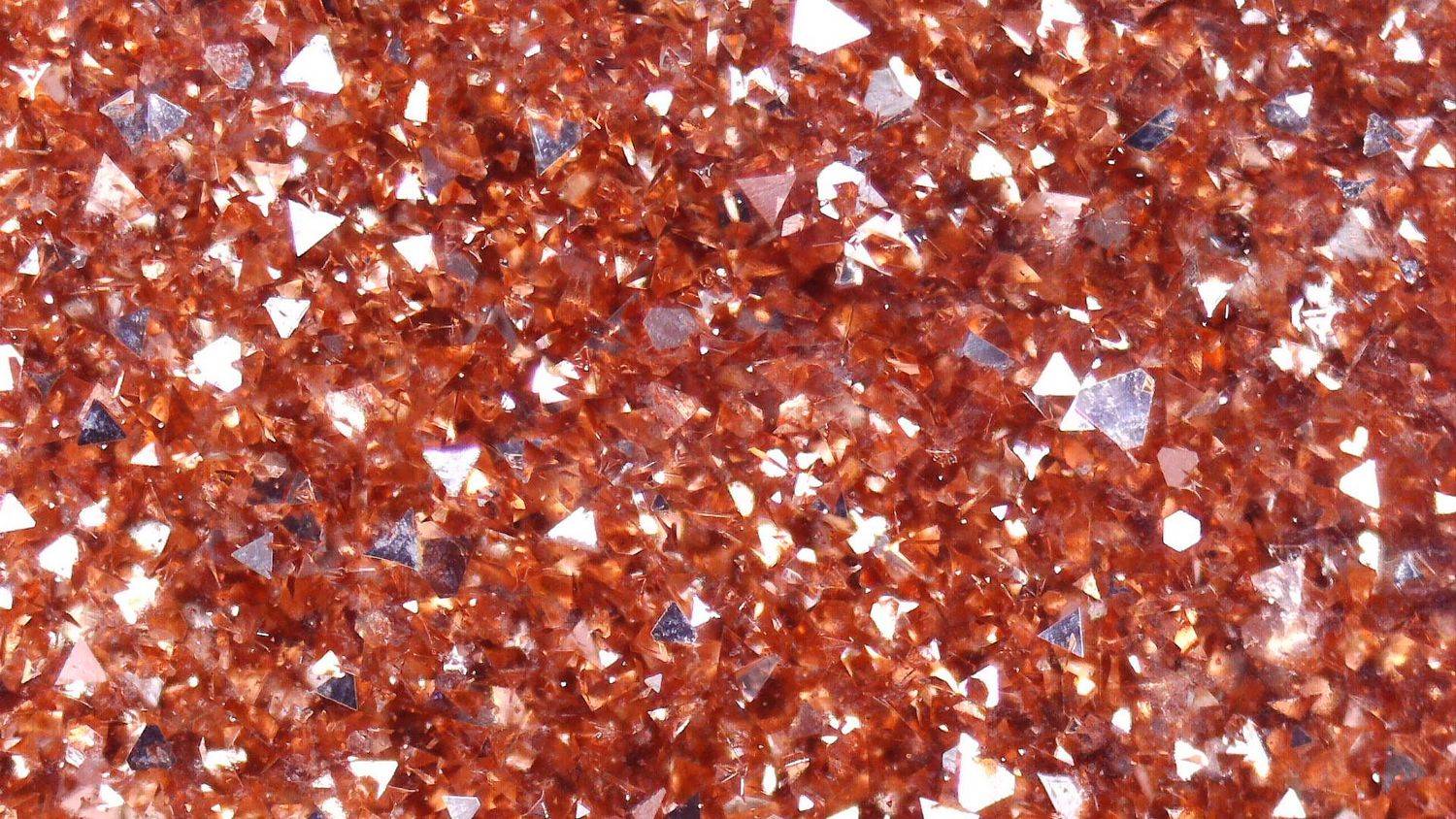
زجاج الحجر الذهبي مكبر

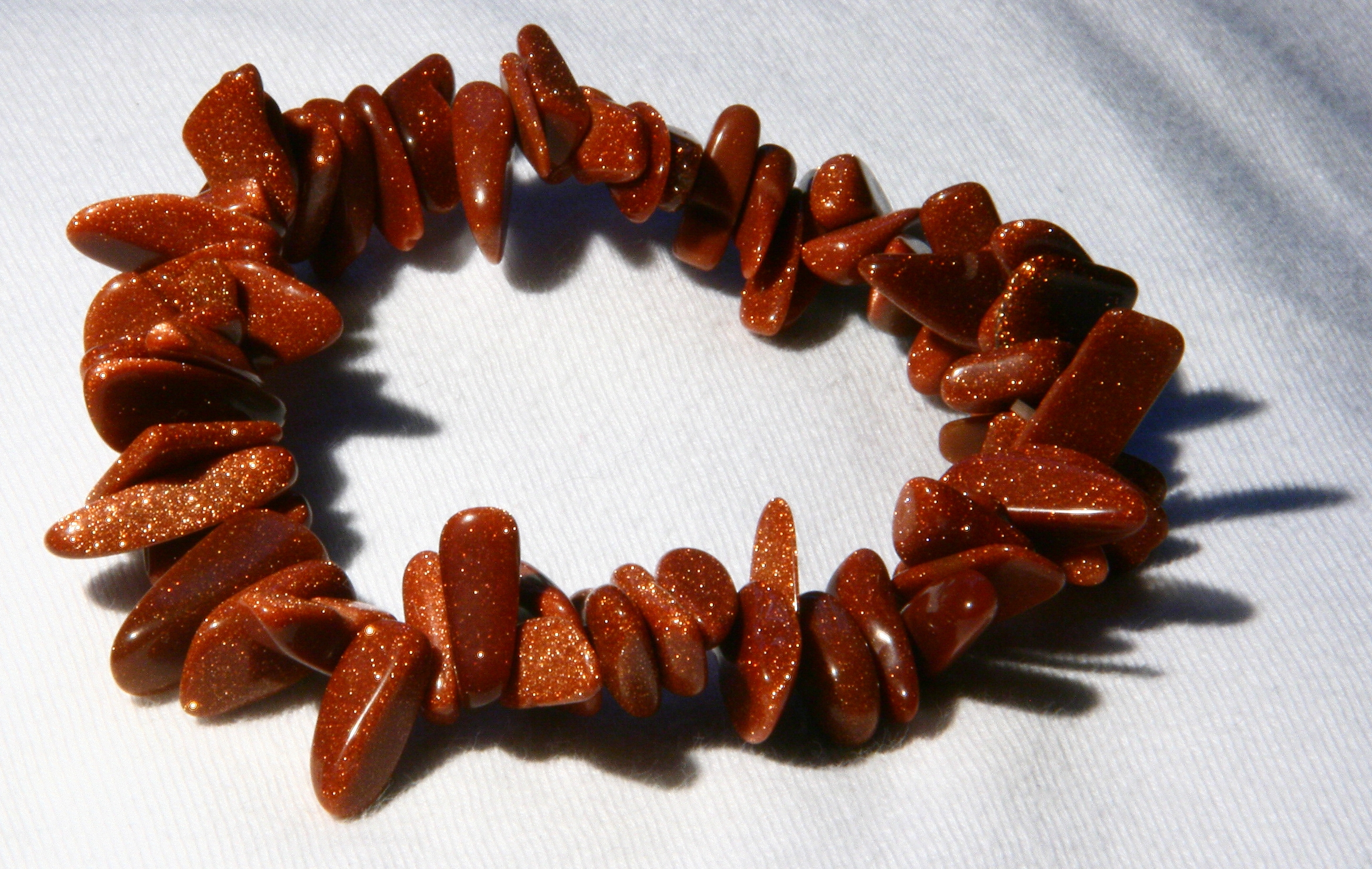
سوار من الحجر الذهبي

الحجر الذهبي هو نوع من الزجاج البارق مصنوع في جو منخفض الأكسجين . يمكن أن يُصقل المنتج النهائي صقلًا ناعمًا ويمكن نحته في خرز أو تُميثيلات أو غيرها من المصنوعات اليدوية المناسبة للأحجار شبه الكريمة، وفي الواقع يغلب أن يُعتقد أن الحجر الذهبي مادةٌ طبيعية.